# 亞曼戈區
亞曼戈區（西班牙語：Distrito de Yamango），是秘魯的一個區，位於該國西北部皮烏拉大區的莫羅蓬省，始建於1983年12月30日，面積216.91平方公里，海拔高度1,175米，2005年人口9,840，人口密度每平方公里45人。
5°10′51″S 79°45′03″W / 5.1809°S 79.7507°W